# Glossopetalon spinescens
Glossopetalon spinescens là một loài thực vật có hoa trong họ Crossosomataceae. Loài này được A.Gray miêu tả khoa học đầu tiên năm 1853.